# Kärlek i Stockholm
Kärlek i Stockholm (italienska: Il diavolo) är en italiensk komedifilm från 1963 i regi av Gian Luigi Polidoro.

## Utmärkelser
Filmen vann Guldbjörnen för bästa film 1963.

## Rollista i urval
- Alberto Sordi - Amedeo Ferretti
- Gunilla Elm-Törnqvist - Corinne
- Anne-Charlotte Sjöberg - Karina
- Barbro Wastenson - Barbro
- Monica Wastenson - Monica
- Ulf Palme - pastorn
- Ulla Smidje - pastorns fru
- Lauritz Falk - herr Falkman
- Laila Novak - en flicka
- Ewa Strömberg - en flicka
- Britt Ekland (ej krediterad)